# Titularbistum Sicilibba
Sicilibba ist ein Titularbistum der römisch-katholischen Kirche. 
Es geht zurück auf einen untergegangenen Bischofssitz in der gleichnamigen antiken Stadt, die in der römischen Provinz Africa proconsularis (heute nördliches Tunesien, etwa 30 km südwestlich von Tunis) lag. Der Bischofssitz war der Kirchenprovinz Karthago zugeordnet.
| Titularbischöfe von Sicilibba |                             |                                                            |                   |                   |
| Nr.                           | Name                        | Amt                                                        | von               | bis               |
| 1                             | Robert Louis Whelan SJ      | Koadjutorbischof von Fairbanks (USA)                       | 6. Dezember 1967  | 15. November 1968 |
| 2                             | Maurice Marie-Sainte        | Weihbischof in Saint-Pierre et Fort-de-France (Martinique) | 19. Dezember 1968 | 4. Juli 1972      |
| 3                             | Arnaldo Ribeiro             | Weihbischof in Belo Horizonte (Brasilien)                  | 6. November 1975  | 28. Dezember 1988 |
| 4                             | Juozapas Matulaitis-Labukas | Apostolischer Administrator von Kaišiadorys (Litauen)      | 10. März 1989     | 24. Dezember 1991 |
| 5                             | Ruggero Franceschini OFMCap | Apostolischer Vikar von Anatolien (Türkei)                 | 2. Jul 1993       | 11. Oktober 2004  |
| 6                             | Joseph Konnath              | Weihbischof in Trivandrum (Indien)                         | 5. Januar 2005    | 25. Januar 2010   |
| 7                             | Christoph Hegge             | Weihbischof in Münster (Deutschland)                       | 31. Mai 2010      |                   |